# Manimekhala

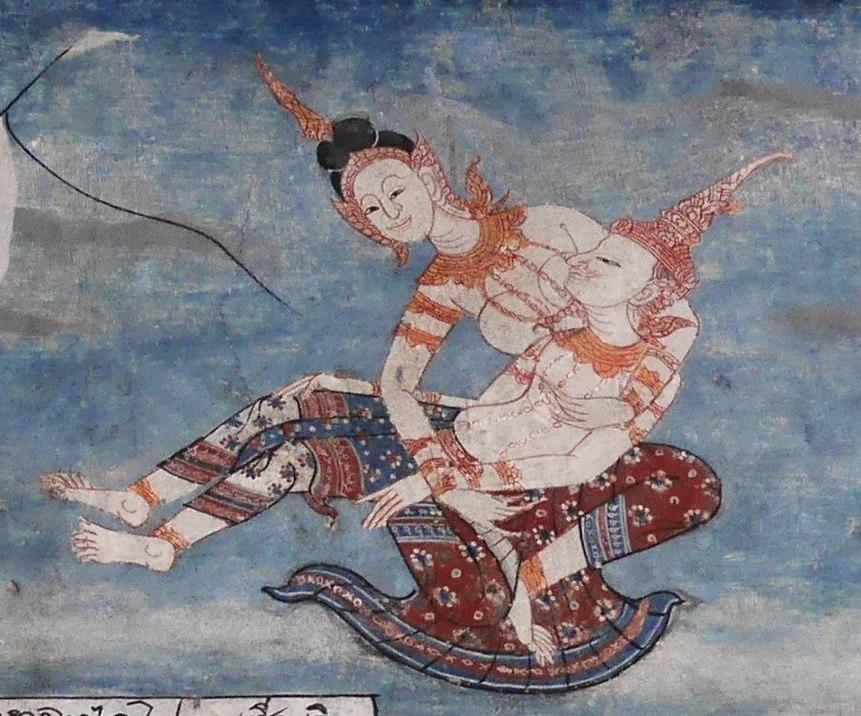
Manimekhala rettet den Prinzen Ramasuna

Manimekhala (Mani Maykhala (မဏိမေခလာ) in Burma, Moni Mekhala (មណីមេខលា) oder Neang Mekhala (នាងមេខលា) in Kambodscha, Mani Mekkhala (มณีเมขลา) in Thailand) ist der Name einer sowohl im hinduistisch-tamilischen Kulturkreis Südindiens als auch im buddhistischen Kulturkreis Südostasiens verehrten Meeresgöttin. Ihre wichtigste Tat ist – gemäß dem Mythos – die Errettung des Prinzen Ramasura nach einem Schiffsunglück. Sie gilt als Schutzgöttin der Fischer und Seefahrer.

## Geschichte
Manimekhalas Ursprung liegt im Dunkeln. Sehr wahrscheinlich ist sie vorbuddhistisch-tamilischer Herkunft und hat sich in der Zeit der Ausbreitung südindischer Religionen infolge des Seehandels über weite Teile der Küstenregionen Südostasiens verbreitet.

## Verehrung
Heute gibt es keine Statuen oder gar Tempel mehr; dagegen spielt Manimekhala in Tempelfresken, Tänzen und Theateraufführungen in ganz Südostasien eine nicht unwesentliche Rolle.

## Sonstiges
- Manimekalai ist ein vom buddhistischen tamilischen Mönch und Dichter Chithalai Chathanar verfasstes antikes episches Gedicht aus dem 2. oder 3. Jahrhundert.
- Mehrere Tropenstürme der Jahre 2002 bis 2020 wurden nach ihr benannt.